# Cecilia del Balzo
Cecilia del Balzo (1230 – 1275) fu contessa consorte di Savoia, in quanto seconda moglie del conte Amedeo IV di Savoia, dal 1244 al 1253, anno della morte di quest'ultimo. Fu reggente per il figlio Bonifacio dal 1253 al 1259.

## Origine
Cecilia, secondo lo storico francese Samuel Guichenon, nel suo Histoire généalogique de la royale maison de Savoie, era la figlia di Barral, 8° signore di Les Baux-de-Provence e 2° visconte di Marsiglia, e della nipote di Raimondo VII, conte di Tolosa, Sibilla d'Andouze, figlia del signore Pietro Bernardo d'Anduze e di Costanza di Tolosa, figlia del conte di Tolosa, Raimondo VI, come ci conferma la Histoire générale de Languedoc, tome V.
Barral di Baux era figlio del 7° signore di Les Baux-de-Provence e trovatore occitano, Ugone III de Baux e di Barrale de Marseille, come ci viene confermato dal documento n° 185 del Inventaire chronologique et analytique des chartes de la maison de Baux.

## Biografia

### Giovinezza

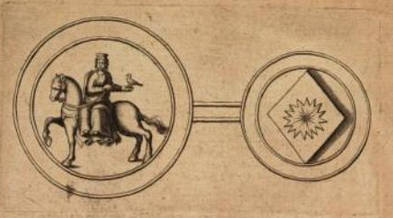
Cecilia del Balzo nella "Histoire généalogique de la royale Maison de Savoie" (1660)

Cecilia era nata nel 1230 e già da giovane era considerata molto bella e, come conferma Samuel Guichenon fu considerata una delle donne più belle del tempo e soprannominata per la sua avvenenza "Passerose".
Nel 1240, secondo il documento n° 283 del Inventaire chronologique et analytique des chartes de la maison de Baux, suo zio, il conte di Tolosa, Raimondo VII, la promise in matrimonio al delfino del Viennois e conte di Albon, conte di Grenoble, di Oisans, di Briançon,  di Embrun e di Gap, Ghigo VII.
Il matrimonio non fu mai celebrato poiché in quello stesso anno intervenne l'annullamento della promessa da parte della curia vescovile, come da documento n° 129 del Peter der Zweite, Graf von Savoyen, Markgraf in Italien.
Nel 1241, il prozio (il fratello della nonna) di Cecilia, il conte di Tolosa e marchese di Provenza, Raimondo VII, dichiara, in mancanza di eredi legittimi, Cecilia sua erede di tutte le sue proprietà provenzali oltre il fiume Rodano.
Nel dicembre 1243, nel principato di Orange, in presenza di testimoni fu sancito il contratto di matrimonio tra Cecilia e il Conte di Savoia, d'Aosta e di Moriana, Amedeo IV, come ci conferma il documento n° 165 del Peter der Zweite, Graf von Savoyen, Markgraf in Italien.
Il contratto di matrimonio, nel novembre successivo fu confermato a Tolosa, di fronte al prozio di Cecilia, Raimondo VII; il contratto è riprodotto nel documento n° 3206 delle Layettes du trésor des chartes : de l'année 1224 à l'année 1246.

### Matrimonio
Il 18 dicembre 1244, Cecilia sposò per procura Amedeo IV, decimo conte di Savoia dal 1233, diventando la sua seconda moglie; dalla loro unione nacquero quattro figli. Anche gli storici francesi Samuel Guichenon, Victor Flour de Saint-Genis e Jean Frézet confermano il matrimonio tra Cecilia e il conte di Savoia, Amedeo IV, che, secondo Samuel Guichenon, era il figlio primogenito di Tommaso I, Conte di Savoia, d'Aosta e di Moriana, e della moglie, Margherita o forse Beatrice, che secondo la Chronica Albrici Monachi Trium Fontium era figlia del Conte di Ginevra, Guglielmo I e della signora di Faucigny, Beatrice.
Amedeo era vedovo di Margherita, detta anche Anna di Borgogna (1192 - 1243), figlia del duca di Borgogna, Ugo III e della sua seconda moglie, Beatrice di Albon (1161 - 1228), delfina del Viennois, che gli aveva dato due figlie, Beatrice (ca. 1220 - † 1259), e Margherita(† 1264).
Due documenti del Regesta comitum Sabaudiae confermando l'avvenuto matrimonio, precisano la dote di Cecilia e gli obblighi di Amedeo verso la moglie.
Nel mese di maggio del 1253, suo marito, Amedeo IV, le fece la donazione di due città e della Tarantasia, a patto che avesse tenuto presso di sé il loro figlio maschiomaschio, Bonifacio.
Suo marito, Amedeo IV, morì il 13 luglio 1253 e gli succedette l'unico figlio maschio, Bonifacio (1244 –  1263).

### Reggenza della Contea di Savoia
Nel 1252, un anno prima che morisse, Amedeo IV aveva redatto un testamento che precisava che suo fratello Tommaso e Cecilia avrebbero fatto da reggenti a Bonifacio, erede della Contea di Savoia.
Quando Tommaso morì nel 1259, Cecilia continuò come unica reggente in Savoia. In questo ruolo, uno dei suoi primi atti fu quello di sollevare St-Germain-sur-Séez da varie tasse in cambio del loro aiuto nel guidare i viaggiatori attraverso il passo di Petit-St-Bernard. Come reggente, aveva il suo sigillo per l'autorizzazione dei documenti. Sotto la sua reggenza, gli zii di Bonifacio, Pietro II e Filippo I, continuarono ad acquisire territori e a influenzare le regioni circostanti in nome del "Conte".

### Ultimi anni
Finita la reggenza, ma soprattutto dopo la morte del figlio, nel 1263, Cecilia si ritirò nei suoi domini che, nel 1268, le furono riconfermati dal nuovo conte di Savoia, Pietro II.
Cecilia morì il 21 maggio 1275.

## Figli
Cecilia ad Amedeo IV diede quattro figli:
- Bonifacio (1244 –  1263), conte di Savoia e della Moriana[19]
- Beatrice[26] († 1292), andata sposa a Pierre de Chalon († 1272), signore di Chatelbelin, e successivamente, nel 1274, a Giovanni Manuele (1234 – 1283), infante di Castiglia, signore di Peñafiel, d'Escalona e di Villena (figlio di Ferdinando III di Castiglia)[19]
- Eleonora († dopo il 1269), andata sposa nel 1269 a Guichard signore di Beaujeu[27]
- Costanza († prima del 1264)[28].

### Fonti primarie
- (LA)  Monumenta Germaniae Historica, Scriptores, tomus XXIII)
- (LA)  Regesta comitum Sabaudiae
- (LA)  Peter der Zweite, Graf von Savoyen, Markgraf in Italien
- (LA)  Florentii Wigorniensis monachi Chronicon ex chronicis
- (LA)  Layettes du trésor des chartes : de l'année 1224 à l'année 1246

### Letteratura storiografica
- (FR)  Histoire de Savoie, d'après les documents originaux,... par Victor ... Flour de Saint-Genis. Tome 1
- (FR)  Histoire généalogique de la royale maison de Savoie, justifiée par titres, ..par Guichenon, Samuel
- (FR)  Histoire de la Maison de Savoie
- (FR)  Histoire Générale de Languedoc avec des Notes, Tome V.
- (FR)  Inventaire chronologique et analytique des chartes de la maison de Baux.